# La Prisonnière de Bordeaux
La Prisonnière de Bordeaux (es: La prisionera de Burdeos) es una película francesa dirigida por Patricia Mazuy y estrenada en 2024.

## Sinopsis
Dos mujeres, Alma y Mina, de distinta clase social, se conocen en la sala de visitas de una prisión. Alma (Isabelle Huppert) es una burguesa cuyo marido, un brillante médico coleccionista de arte, está encarcelado. Mina (Hafsia Herzi), es  madre de dos hijos y tiene un marido también encarcelado. Vive lejos de Burdeos y cada visita a su marido le implica un importante desplazamiento. Ambas mujeres han organizado su vida en torno a la ausencia de sus maridos. Alma propone a Mina que se traslade a la mansión en la que vive para estar más cerca de la cárcel. Nina duda, pero finalmente acepta la oferta y se traslada con sus dos hijos. Su encuentro dará lugar a una amistad reveladora.

## Ficha técnica
- Título: La Prisonnière de Bordeaux (fr)
- Dirección: Patricia Mazuy
- Guion: François Bégaudeau, Pierre Courrège et Patricia Mazuy (con la colaboración de Émilie Deleuze)
- Fotografía: Simon Beaufils
- Vestuario: Caroline Spieth
- Decorados: Dorian Maloine
- Sonido: François Boudet, Jean Mallet et Nathalie Vidal
- Montaje: Mathilde Muyard
- Música: Amine Bouhafa
- Producción: Rectangle Productiones - Picseyes
- País de producción:  Francia
- Distribución: Les Films du losange
- Duración: 108 minutos
- Fecha de estreno: Francia - mayo 2024 (Festival de Cannes - Quincena de cineastas); 28 de agosto de 2024

## Reparto
- Isabelle Huppert - Alma Lund
- Hafsia Herzi - Mina Hirti
- Noor Elasri - Noor
- Jean Guerre Souye - Julien
- William Edimo - Yacine
- Magne-Håvard Brekke - Christopher Lund
- Lionel Dray - Nasssser
- Jana Bittnerová - Cristina

## Producción
El cuadro, perteneciente a Alma, que desempeña un papel central en la historia, es obra de Jacques Villeglé.

## Estreno
La película fue estrenada en el Festival de Cannes 2024. En España la película se estrena en la 62 Edición del FICX, el Festival Internacional de Cine de Gijón Sección Oficial Albar.

## Recepción y crítica
Mathieu Macheret, en Le Monde, habla de un “magnífica inversión, una calificación positiva de la idea de traición». Louis Guichard, en Télérama, evoca un “intenso cara a cara ». Renaud Baronian, en Le Parisien, elogia la interpretación de las dos actrices : según él es la “mejor interpretación desde hace tiempo» de Isabelle Huppert y Hafsia Herzi «aumenta su niviel de interpretación en cada actuación».